# Wattenwil
Wattenwil är en ort och kommun i distriktet Thun i kantonen Bern, Schweiz. Kommunen har 3 198 invånare (2023).